# Aloys Röhr
Aloys Röhr (Münster, 18 dicembre 1887 – Albersloh, 1º marzo 1953) è stato uno scultore tedesco.

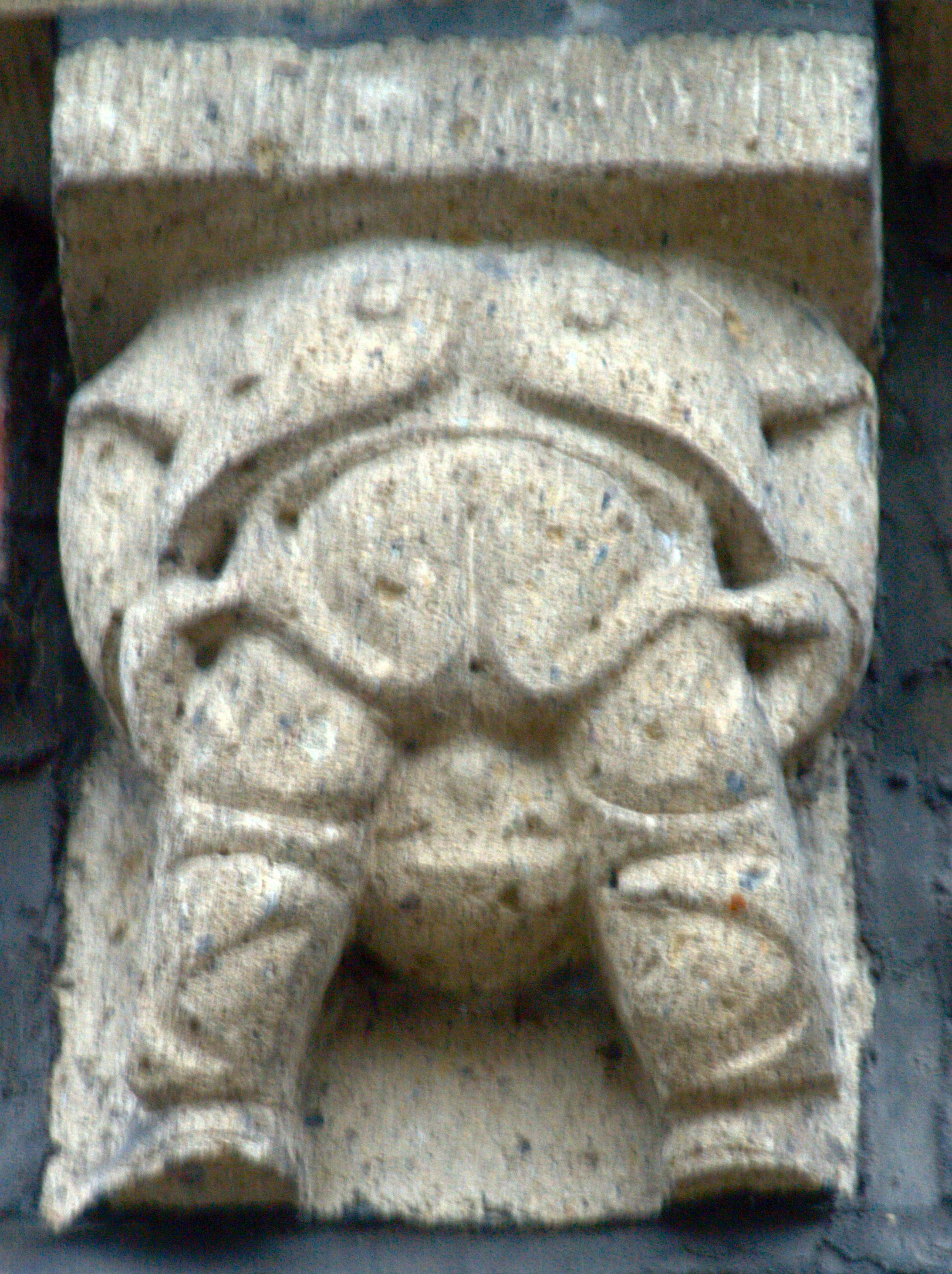
Il "sedere in mostra" di Röhr posto sulla torre del ristorante “Kruse Baimken” in riva al lago Aasee, a Münster.

Il suo stile era incentrato sull'espressionismo tedesco del dopoguerra. Poiché le sue opere venivano solitamente pagate in beni materiali e in natura, si guadagnava da vivere lavorando in una fonderia di gesso.

## Vita

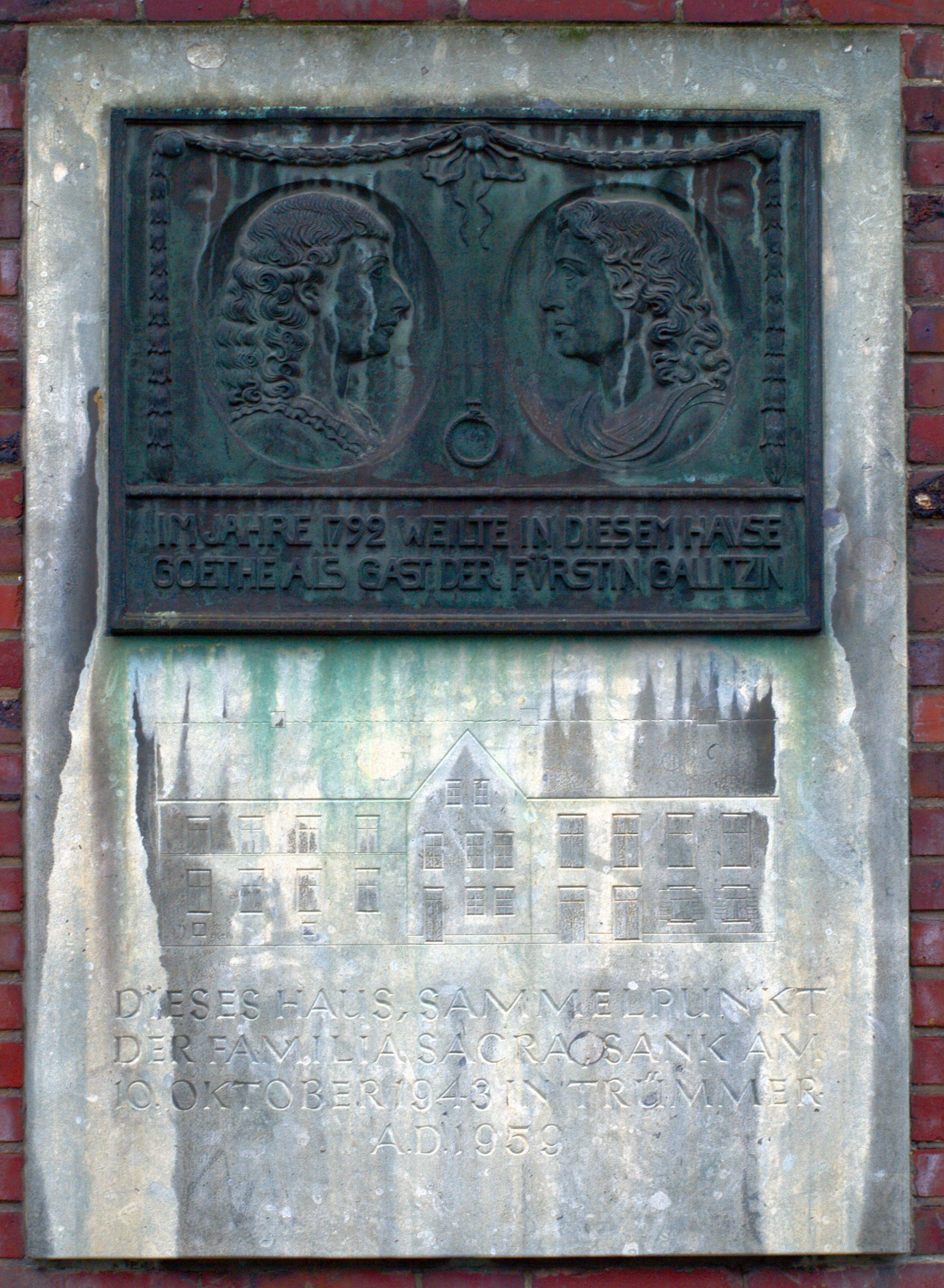
Targa commemorativa di Röhr per l'incontro tra Amalie von Gallitzin e Johann Wolfgang von Goethe al Ginnasio Annette-von-Droste-Hülshoff di Münster.

Röhr nacque a Münster nel 1887. Era il maggiore dei sei figli di Carl Albert Röhr, un fotografo, e Gertrud Johanna Röhr. Il suo background educativo è sconosciuto. 
Dal 1904 al 1907 si formò come scultore con Anton Rüller a Münster. Durante questo periodo realizzò repliche di sculture gotiche e opere in argilla per il mercante d'arte di Münster Max Heimann. Attraverso questa attività fu coinvolto nel 1911 in un processo che coinvolse Heimann per falsificazione di opere d'arte, al quale sopravvisse indenne.
Il completamento del servizio militare volontario di un anno permise a Röhr di studiare in un'accademia d'arte, che completò dal 1909 al 1910 sotto Erwin Kurz presso l'Accademia di belle arti di Monaco di Baviera. Tra il 1910 e il 1914, quelli che chiamava i suoi anni di apprendistato e di viaggio lo riportarono a Münster passando per Berlino, Colonia e Düsseldorf.
Durante la prima guerra mondiale Röhr prestò servizio sui fronti dei monti Vosgi e della Macedonia, poi nel 1918/19 fu schierato come membro della Reichswehr provvisoria nella guardia di confine orientale in Slesia, da dove tornò a Münster nel 1919. Durante il conflitto inviò numerose cartoline disegnate da lui stesso, inclusi principalmente disegni fatti con a inchiostro e matita.
Nel 1919/1920 fu - insieme ad Albert Mazzotti, Friedrich Liel, Bernhard Bröker, Ernst Hermanns e Bernhard Peppinghege - cofondatore della comunità di artisti indipendenti "Schanze" di Münster, e lavorò occasionalmente come intagliatore del legno nel laboratorio di ebanisteria di Max Fischer. Nel 1929 venne fondata la chiesa parrocchiale “Münsterische St. Lukasgemeinschaft”, della quale divenne anche membro.
Dal 1921 lavorò presso l'officina di modellatura del gesso Peter Mazzotti a Münster e rimase fedele a questa azienda sotto il suo successore Albert Mazzotti fino al 1944. Durante questo periodo eseguì numerosi lavori su commissione basati su disegni di Mazzotti e suoi stessi. Nello stesso anno si trasferisce in un appartamento in Ostmarkstrasse, che funse anche da studio fino a quando non venne distrutta da un attentato nel 1944.
Dal 1924 al 1926 realizzò le figure dei Sette Pigri e alcuni rilievi per la decorazione interna della Casa dei Sette Pigri e della Haus St. Petrus ("Casa di San Pietro") nella Böttcherstrasse di Brema per conto dell'imprenditore e mecenate Ludwig Roselius.
Nel 1928 ricevette le prime commissioni per sculture e rilievi in chiese e cappelle. Nel 1935 e nel 1938 intraprese viaggi di studio in Grecia, Italia e Nord Africa. Dopo la distruzione del suo appartamento nel 1944 si trasferì nella falegnameria Bernhard Rose ad Albersloh.
Il 1 gennaio 1945, il 57enne fu arruolato nella Reichswehr come disegnatore tecnico di stanza a Xanten. Prima della fine della guerra poté tornare a Münster e partecipare ad una mostra presso la Galleria Clasing con altri artisti di Münster.
Dopo la seconda guerra mondiale Röhr visse coi parenti ad Albersloh nella fattoria Rüschoff dopo una sosta presso la falegnameria Anton Holle. Condusse una vita molto ritirata ed eseguì diversi ordini per la ricostruzione della cattedrale e del municipio di Münster, come ad esempio le figure del timpano del municipi e diverse colonne, capitelli e rilievi sugli edifici dei negozi sul mercato principale e sulla Salzstraße.
Il 1° marzo 1953 Aloys Röhr morì di cancro ad Albersloh.

## L'operato

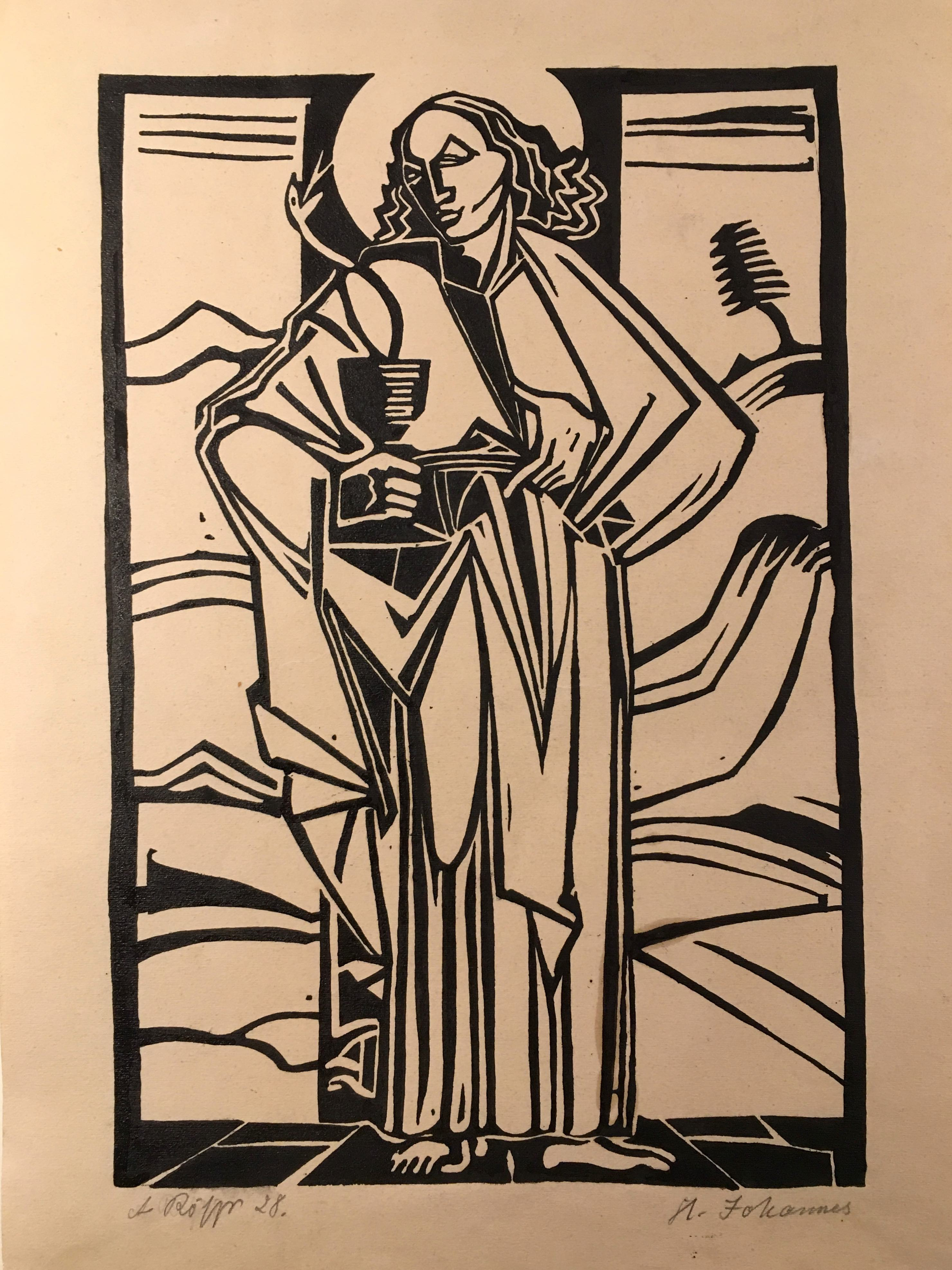
Xilografia San Giovanni di Röhr (1928).

Röhr, inizialmente attaccato all'Art Nouveau, si dedicò all'espressionismo nel 1919 e poi alla Nuova oggettività a metà degli anni '20. Le sue numerose xilografie, grafiche e sculture mostrano raffigurazioni religiose, raffigurazioni di animali, nudi femminili e paesaggi tropicali. Bernd Thier del Museo civico di Münster giudica Röhr così: “Il suo lavoro è di alta qualità; è considerato uno dei migliori intagliatori del legno del suo tempo”.
Alcuni esempi del suo operato sono:
- L'annuario “Der Sternring” dell’Associazione degli artisti liberi Schanze con dodici xilografie
- Un portfolio grafico con sei xilografie
- Dei modelli per la lavorazione di fusione dell'ottone
- La Via Crucis per la chiesa di Konrad a Münster, la chiesa di San Nicola a Münster-Wolbeck e per una cappella sul Freudenberg vicino a Kleve
- Una testa di donna del 1921
- 46 sculture in rilievo per la cappella della residenza studentesca in via Breul 23 a Münster

## Mostre
- Mostra personale “Small Room Clasing”, Münster 1935
- Mostra collettiva alla “Galerie Heinrich Clasing”, Münster 1945
- Partecipazione alla prima mostra dell'associazione Münsterische Sezession
- Retrospettiva del dopoguerra, Münster 1952
- Aloys Röhr – scultore e grafico di Münster. Museo Civico di Münster, dal 12 maggio al 20 settembre 2009.[4]
- Aloys Röhr – cartoline postali della Prima Guerra Mondiale. Museo cittadino di Münster, dal 15 settembre 2017 al 7 gennaio 2018.

## Letteratura
- Bernd Thier: Aloys Röhr: scultore e grafico di Münster. A cura di Barbara Rommé. Museo della città, Münster 2009.